# Anthracocarpon
Anthracocarpon is een geslacht van korstmossen dat behoort tot de familie Verrucariaceae van de ascomyceten. De typesoort is Anthracocarpon virescens.

## Soorten
Volgens Index Fungorum telt het geslacht drie soorten (peildatum februari 2022):
| Soortnaam                | Auteur(s)                  | Publicatiejaar |
| ------------------------ | -------------------------- | -------------- |
| Anthracocarpon andinum   | M. Prieto, Aragón & Breuss | 2008           |
| Anthracocarpon caribaeum | Breuss                     | 1999           |
| Anthracocarpon virescens | (Zahlbr.) Breuss           | 1996           |